# Schienenverkehr in Hamburg

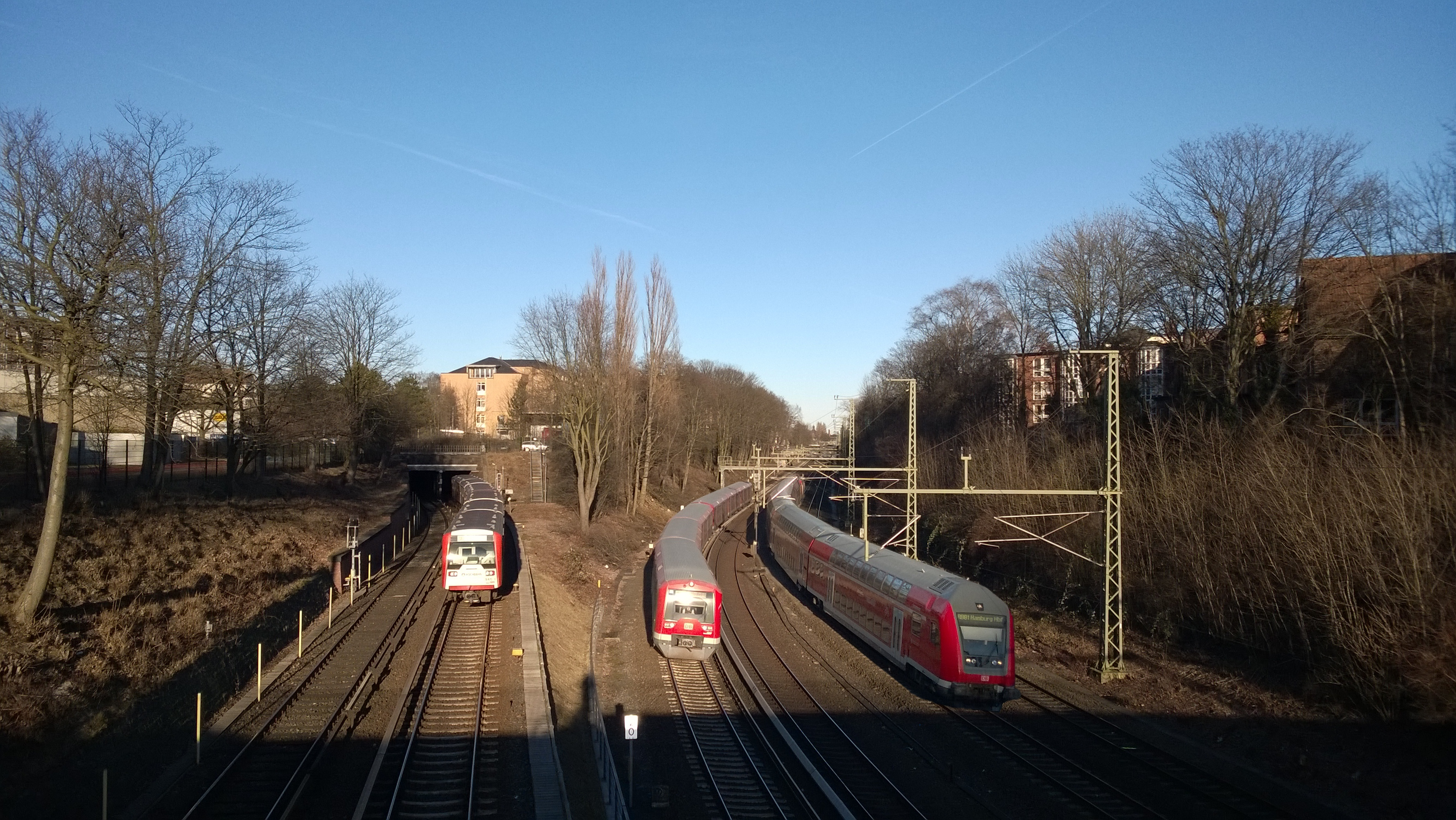
Züge von U-Bahn, S-Bahn und Regionalbahn in Hamburg (Blick von der Brücke Wallstraße in Richtung Nordost)

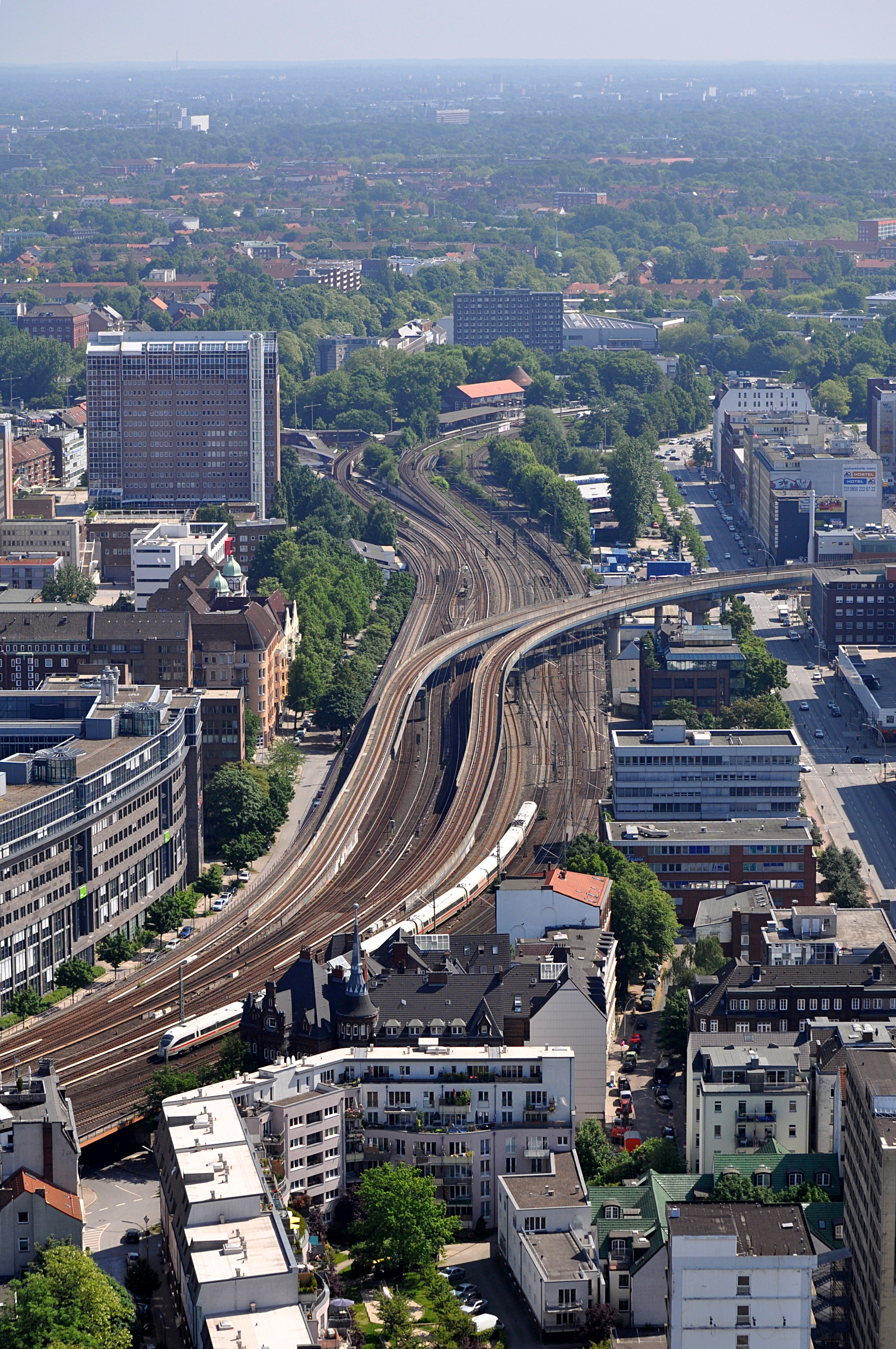
Gleisverzweigungen östlich des Hamburger Hauptbahnhofs

Dieser Artikel enthält eine allgemeine Übersicht und Zusammenstellung der einzelnen Verkehrsträger von schienengebundenen Verkehrssystemen in Hamburg und der umgebenden Region.
Der Hamburger Hauptbahnhof ist mit über 550.000 Passagieren der meistfrequentierte Fernbahnhof in Deutschland und nach dem französischen Gare Du Nord auf Platz 2 in Europa.

## Bahnsysteme

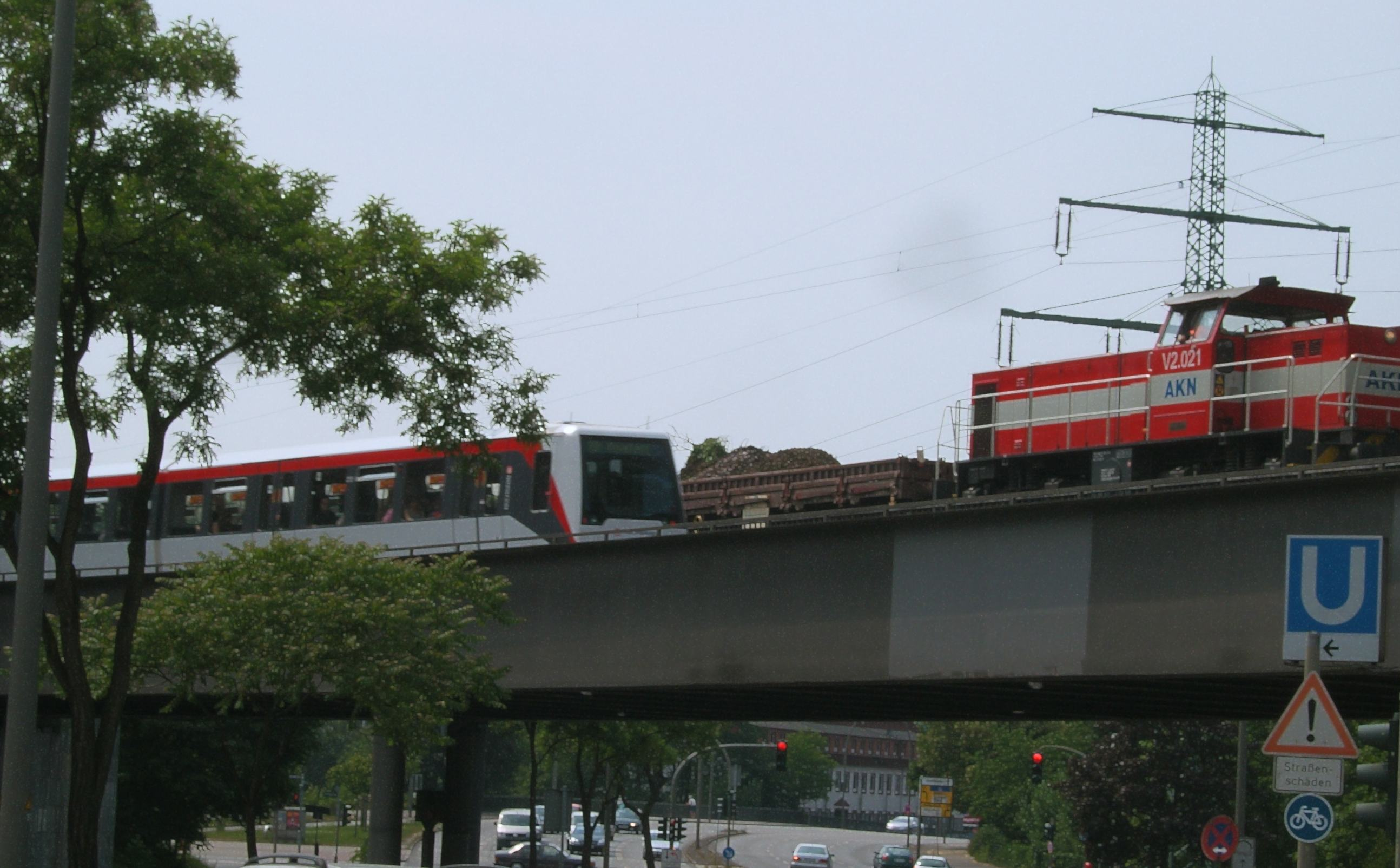
Links ein U-Bahn-Zug des Typs DT4 auf der Linie U1, rechts eine Lok der AKN bei Gleisbauarbeiten auf der Güterumgehungsbahn

Der Schienenverkehr in Hamburg und der umgebenden Region besteht derzeit aus den drei Bahnsystemen Eisenbahn, S-Bahn und U-Bahn, vormals auch der Straßenbahn und einigen Rollbock-Industriebahnen und Feldbahnen. Gemeinsam ist ihnen (außer bei einigen Industrie- und Feldbahnen) die Normalspur von 1435 Millimetern.
Der Betrieb der Straßenbahn Hamburg, der Ottensener Industriebahn und der Wandsbeker Industriebahn sowie von Feldbahnen wurde bis zu den 1970er Jahren geführt, danach eingestellt. Das differenzierte Nahverkehrsangebot der Straßenbahn verlagerte sich im Wesentlichen auf ein ausgedehntes Buslinien-Netz, teils auch auf die mit 750 Volt Gleichstrom elektrifizierte U-Bahn.

### Eisenbahn

#### Gleisanlagen
Alle innerhalb von Hamburg gelegenen Streckenabschnitte und Verbindungsstrecken der Fernbahn, der Regionalbahnen (außer der AKN) sowie des Güterfernverkehrs und weite Teile der Hamburger Hafenbahn sind mit Oberleitung für Einphasenwechselstrom 15 Kilovolt 16,7 Hertz ausgerüstet. Die Strecken der S-Bahn Hamburg werden über seitlich bestrichene Stromschienen mit Gleichstrom mit einer Spannung von 1200 Volt betrieben.
Nicht elektrifiziert sind Teile der Hamburger Hafenbahn und einige Güterverladeanlagen wie z. B. der Umschlagbahnhof Billwerder-Moorfleet, hier kommen Diesellokomotiven zum Einsatz. Die z. T. auch in Hamburg verlaufende Strecke der AKN zwischen Eidelstedt und Kaltenkirchen wird gerade mit Oberleitung elektrifiziert. Früher fuhren auch zwischen Eidelstedt und Hamburg Hauptbahnhof dieselelektrische AKN-Triebzüge mit Hybridantrieb, sie nutzten das Gleichstromsystem der S-Bahn-Strecke mit Stromschiene.

#### Bahnhöfe
- Fernbahnhöfe:
  - Hamburg Hauptbahnhof

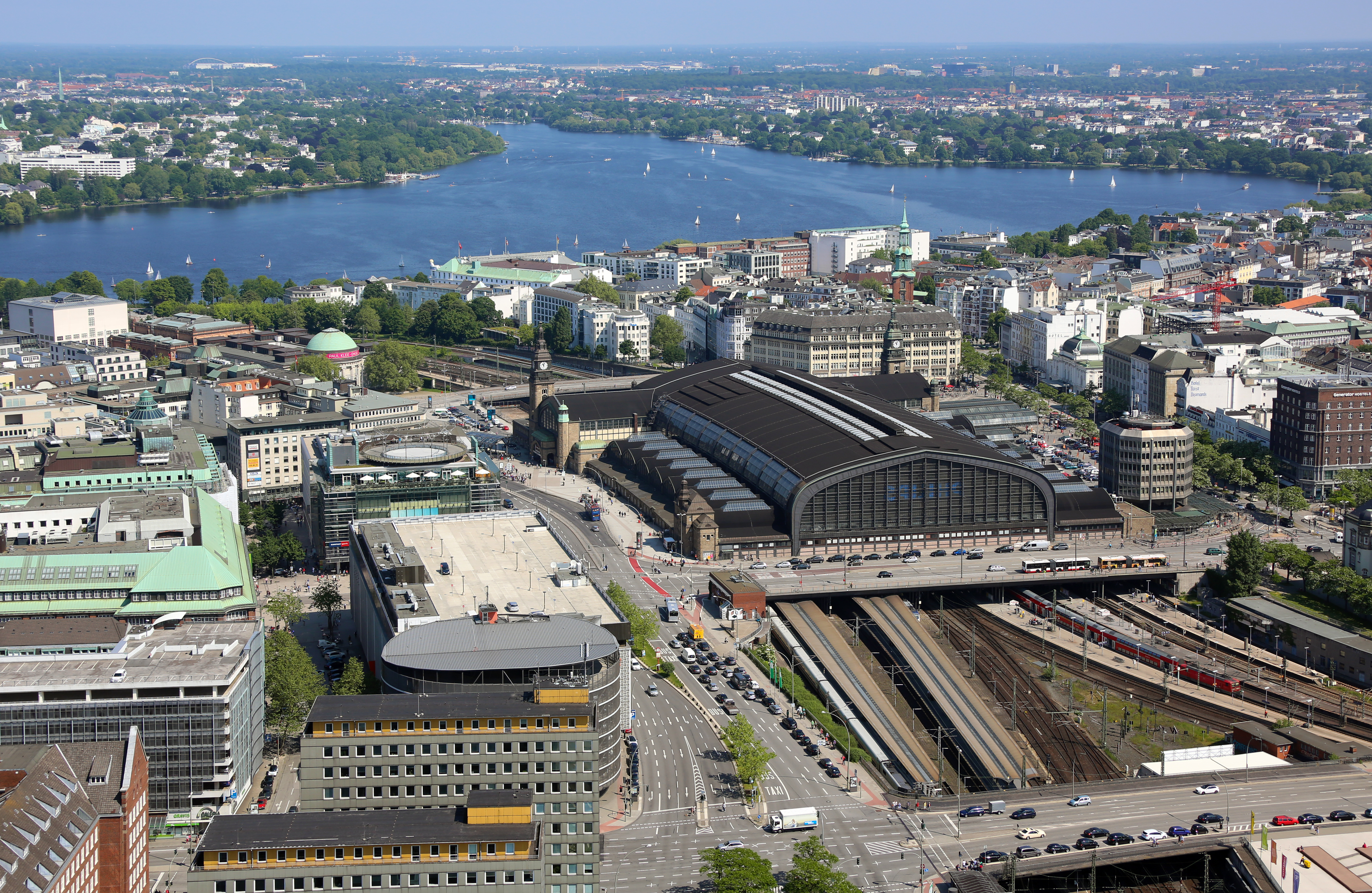
Hamburg Hauptbahnhof: Aufnahme von der Südseite (2013)

  - Bahnhof Hamburg Dammtor (betrieblich: Haltepunkt)
  - Bahnhof Hamburg-Altona (ab 2027: Verlegung zum Bahnhof Hamburg Diebsteich)
  - Bahnhof Hamburg-Harburg
  - Bahnhof Hamburg-Bergedorf
  - außerhalb Hamburgs, aber innerhalb des HVV-Gemeinschaftstarifs:
    - Bahnhof Lüneburg
    - Bahnhof Itzehoe
    - Bahnhof Büchen
- Regionalbahnhöfe:

- S-Bahn

- AKN Eisenbahn

- Güterverkehr:
  - Eidelstedt (AKN)
  - Hamburg-Eidelstedt (DB)
  - Ubf Hamburg-Billwerder
  - Hamburg-Waltershof (Hamburger Hafenbahn)
- Rangierbahnhöfe:
  - Maschen Rbf
  - Alte Süderelbe
  - Hamburg Süd
  - Tiefstack (AKN)

#### Betriebswerke
- Bw Hamburg-Rothenburgsort (bis 1972)
- S-Bahn-Werk Ohlsdorf
- S-Bahn-Werk Elbgaustraße
- Bw Hamburg-Eidelstedt
- Bw Hamburg-Wilhelmsburg
- Bw Hamburg-Altona (bis 1991)
- Bw Hamburg-Berl (Berliner Bahnhof, heute Hbf)
- Bw Hamburg-Tiefstack (seit 2015)
- S-Bahn-Werk Stellingen (seit 2018)[1][2]

Betriebswagenwerk:
- Bww Hamburg-Langenfelde

Ausbesserungswerk:
- Aw Hamburg-Harburg (bis 1995)

### S-Bahn

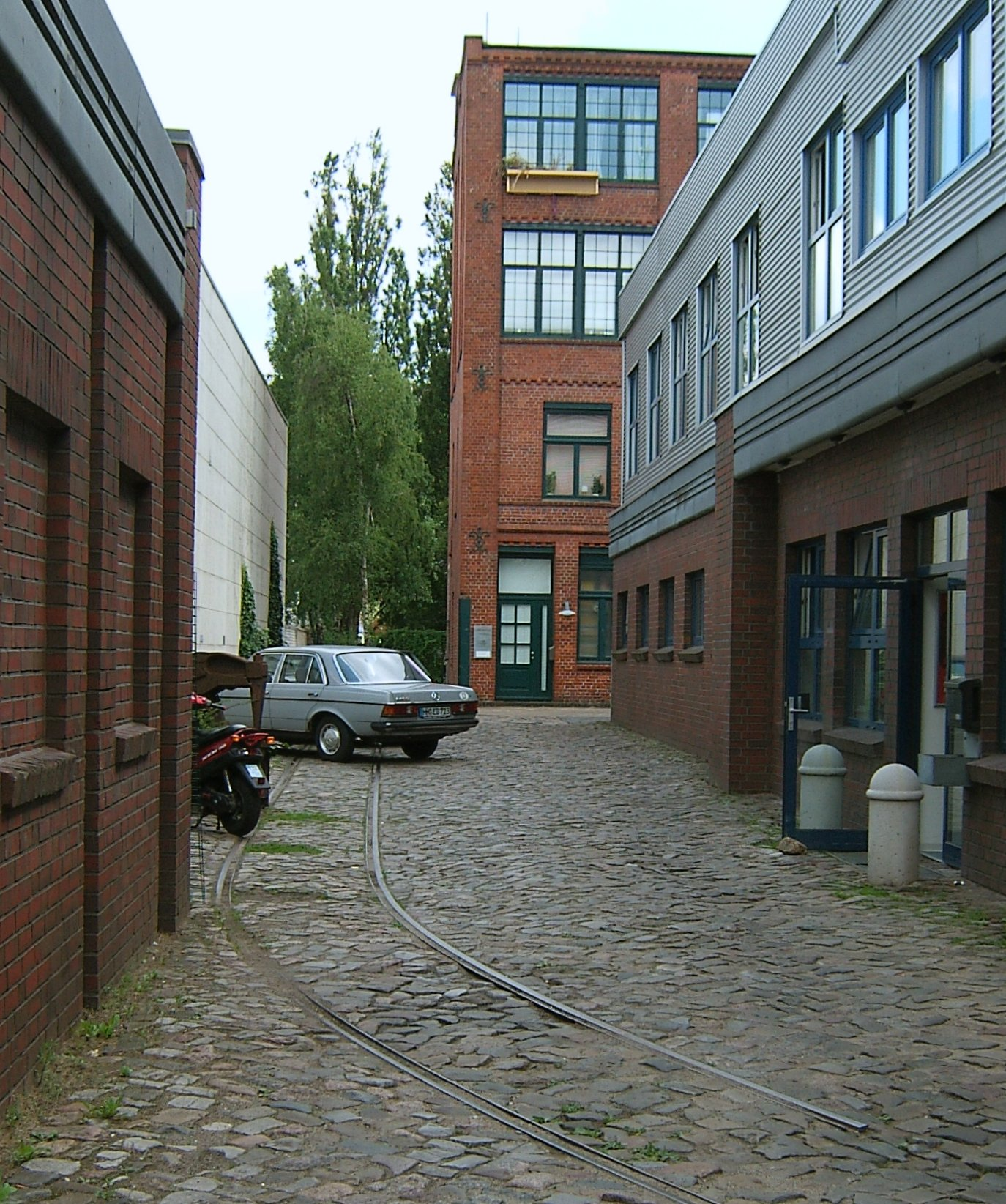
Gleisrest der Ottensener Industriebahn (2006)

Die Streckenlänge des S-Bahn-Netzes beträgt 147 Kilometer, davon 115 Kilometer im Gleichstromnetz. Es besteht ein Gleichstrombetrieb (1200 Volt) mit seitlich bestrichener Stromschiene. An den Betriebshöfen Ohlsdorf und Elbgaustraße, am Bahnhof Wilhelmsburg und am nördlichen Ende des Bahnhofteils Hamburg-Eidelstedt sowie an den Endpunkten Aumühle und Neugraben befinden sich Gleisanschlüsse zur Eisenbahn. Ebenfalls ist ein Wechsel in den Bahnhöfen Hamburg Hbf und Hamburg-Altona möglich, jeweils zum Gleis 5 der Fernbahn. In Neugraben wurde diese Verbindung zweigleisig im Rahmen der S-Bahn-Erweiterung nach Stade ausgebaut, so dass speziell dafür ausgerüstete S-Bahn-Züge dort automatisch vom Gleichstrombetrieb auf den Wechselstrombetrieb (Oberleitung 15 Kilovolt) umschalten. Dadurch fährt die S-Bahn seit dem 9. Dezember 2007 bis Stade – durch stark gestiegene Fahrgastzahlen während der Hauptverkehrszeiten mittlerweile im 20-Minuten-Takt, ansonsten alle 60 Minuten.

### U-Bahn
Das mit Gleichstrom 750 Volt mit von unten bestrichener Stromschiene betriebene Netz hat eine Streckenlänge von 104,7 Kilometern. Am Bahnhof Ohlsdorf befindet sich ein Gleisanschluss zur Güterumgehungsbahn, der für Fahrzeug- und Gleisanlieferungen genutzt wird.

### Rollbockverkehr
- Ottensener Industriebahn
- Wandsbeker Industriebahn

## Triebwagen

### S-Bahn
| Baureihe                             | Baujahre               | Betriebsstatus                                          | Anmerkungen | Erscheinungsbild                                  | Innenraum                                   |
| ------------------------------------ | ---------------------- | ------------------------------------------------------- | --- | ------------------------------------------------- | ------------------------------------------- |
| ET 171 ab 1968: 471                  | 1939–1958              | bis 2001 ausgemustert                                   | ursprünglich zwei Einzelscheinwerfer, 2.-Klasse-Wagen von 1939/1940 besaßen ursprünglich Holzbänke; vorwiegend eingesetzt auf Linien S1, S10, S11, später auch HVZ-Linie S2. Ein Exemplar als sog. Museumszug heute im Besitz des Historische S-Bahn Hamburg e. V. |                                                   |                                             |
| ET 170 ab 1968: 470                  | 1959–1970              | 2002 ausgemustert                                       | Doppelscheinwerfer; zunächst vorwiegend eingesetzt auf Linie S2 (später S21). Ein Exemplar als mietbarer sog. Traditionszug heute im Besitz des Historische S-Bahn Hamburg e. V.                                                                                   |                                                   | s. ET 171 oben (Sitze nun mit Plastikbezug) |
| ET 170 (Lackierung der 1980er Jahre) | s. ET 170 (oben)       | s. ET 170 (oben)                                        | ab Ende der 1970 Jahre sukzessive Umlackierung der Baureihe 470 in den neuen Farben Beige-Ozeanblau |                                                   | s. ET 170 (oben)                            |
| Baureihe 472/473                     | 1974–1984              | zum großen Teil ausgemustert (später umlackiert in Rot) | Hamburgweite Einführung der Farben Beige-Ozeanblau, war noch bis 2005 so im Hamburger Netz zu sehen. |                                                   |                                             |
| Baureihe 472/473                     | s. Baureihe 472 (oben) | zum großen Teil ausgemustert                            | sukzessive Umlackierung der 472er im Zeitraum von 1997 bis 2005 („Re-Design“) Rot/Weiß |                                                   |                                             |
| Baureihe 474                         | 1996–2006              | in Betrieb                                              | |                                                   |                                             |
| Baureihe 490                         |                        | in Betrieb seit 2018                                    | | Mock-up DB-Baureihe 490 S-Bahn Hamburg Bombardier |                                             |

### U-Bahn
| Baureihe | Baujahre  | Betriebsstatus        | Anmerkungen | Erscheinungsbild | Innenraum |
| -------- | --------- | --------------------- | --- | ---------------- | --------- |
| DT2      | 1962–1966 | bis 2015 ausgemustert | zweiteilige Einheiten (Doppeltriebwagen) in verschiedenen Bauserien, All-Electric-Wagen mit Pedalsteuerung, Quersitze 2+2, Höchstgeschwindigkeit 70 km/h, ab Mitte der 1980er Jahre „Ertüchtigung“ zu DT2E u. a. mit neuen Fronten (ein statt drei Fenster und zwei rechteckige anstatt vier runde Leuchteinheiten) |                  |           |
| DT3      | 1968–1971 | bis 2023 ausgemustert | dreiteilige Einheiten, Quersitze 2+1 (außer Prototyp), Höchstgeschwindigkeit 80 km/h, für Linie U1; letzte Einheiten für automatischen Fahrbetrieb umgebaut, inzwischen ausgemustert; die anderen ab Mitte der 1990er Jahre „ertüchtigt“ zu DT3E mit neuen Fronten (Angleichung an DT4-Front) und Fenstern an den Kurzkupplungsenden; ab Mitte der 2000er Jahre hauptsächlich auf Linie U3 und Verstärkerverkehr eingesetzt |                  |           |
| DT4      | 1988–2005 | in Betrieb            | vierteilige Einheiten mit Drehstromantrieb und Sprinkleranlage, Quersitze 2+2, ursprünglich auf Linie U2, mittlerweile auf allen U-Bahn-Linien. Besitzt als Neuerung Monitore für das betriebseigene HOCHBAHN-TV, das über Wetter, Nachrichten und kulturelle Veranstaltungen informiert. |                  |           |
| DT5      | 2012–2020 | in Betrieb            | durchgängig begehbare dreiteilige Einheiten mit Drehstromantrieb, zuerst auf Linie U3; Monitore mit HOCHBAHN-TV sowie Fahrgastinformationssystem (Informationen zur nächsten Haltestelle) |                  |           |

### AKN
| Baureihe        | Baujahre | Betriebsstatus | Anmerkungen | Erscheinungsbild | Innenraum |
| --------------- | -------- | -------------- | --- | ---------------- | --------- |
| VTA der AKN     | 1993     | in Betrieb     | zweiteilige Einheiten mit Dieselmotoren und Generator und Elektromotoren, ersetzten die letzten MAN-Schienenbusse |                  |           |
| LINT 54 der AKN | 2015     | in Betrieb     | ersetzten die dieselelektrischen VT 2E der AKN                                                                    |                  |           |

## Geschichte: Chronologischer Überblick
Diese Abschnitt beschränkt sich auf Eisenbahn, U- und S-Bahn.
| Jahr Datum         | Gesellschaft oder Projektname                          | Strecke / Ereignis |
| ------------------ | ------------------------------------------------------ | --- |
| 7. Mai 1842        | Hamburg-Bergedorfer Eisenbahn                          | Hamburg – Bergedorf |
| 18. September 1844 | Altona-Kieler Eisenbahn-Gesellschaft                   | Altona – Neumünster – Kiel |
| 1845               | Altonaer Hafenbahn                                     | Seilaufzug, erster Bahnhof Altona – Altona-Kai |
| 15. Dezember 1846  | Berlin-Hamburger Bahn                                  | Hamburg – Berlin |
| 1. Mai 1847        | Königlich Hannöversche Staatseisenbahnen               | Harburg – Celle |
| 1. August 1865     | Lübeck-Büchener Eisenbahn (LBE)                        | Bahnstrecke Hamburg – Lübeck |
| 30. September 1865 | Hamburg-Altonaer Verbindungsbahn                       | Altona – Klosterthor |
| 10. August 1866    | Hamburger Hafenbahn                                    | Venloer Bahnhof – Hafenanlagen Grasbrook |
| 16. August 1866    | PEG                                                    | erste Pferdebahn Rathausmarkt – Wandsbek Zoll |
| 19. Mai 1867       | Altona-Kieler Eisenbahn-Gesellschaft                   | Altona-Blankeneser Eisenbahn |
| 1872               | Harburg–Klostertor                                     | Hamburg – Harburg (Elbbrücken) |
| 30. Mai 1874       | Hamburg-Venloer Bahn                                   | Bremen – Rotenburg – Buchholz – Hamburg |
| 1876               | Altonaer Hafenbahn                                     | Schellfischtunnel Inbetriebnahme |
| 13. Mai 1879       | PEG                                                    | erste Dampfstraßenbahn in Hamburg |
| 1880               | Strassen-Eisenbahn Gesellschaft Hamburg                | Gründung |
| 1881               | Niederelbebahn                                         | Harburg-Unterelbe – Cuxhaven |
| 1882               | Altona-Kieler Eisenbahn-Gesellschaft                   | Güterbahnhof Altona, Anfänge |
| 1. Dezember 1883   | Altona-Kieler Eisenbahn-Gesellschaft                   | Blankenese – Wedel der Altona-Blankeneser Eisenbahn |
| 24. November 1884  | AKN Eisenbahn                                          | Kaltenkirchen – Altona Gählerplatz |
| 1893               | Hamburg-Altonaer Verbindungsbahn                       | Hamburg-Altona (früher: Altona Hauptbahnhof), Holstenstraße (früher: Altona Holstenstraße)                                                                                                 |
| 5. März 1894       | Strassen-Eisenbahn Gesellschaft Hamburg                | erste elektrische Straßenbahn in Hamburg |
| 31. August 1898    | Ottensener Industriebahn                               | 1000 mm Rollbockbetrieb Bahrenfeld – Ottensen |
| 1899               | Kaiserliche Marine                                     | Cuxhaven – Fort Kugelbake (damals hamburgisches Gebiet) |
| 1. Oktober 1902    | Güterumgehungsbahn                                     | Rothenburgsort – Wandsbeker Chaussee – Barmbek Gbf |
| 29. September 1904 | Elektrische Kleinbahn Alt-Rahlstedt–Volksdorf–Wohldorf | Volksdorf |
| 1906               | Hamburg Hauptbahnhof                                   | Fertigstellung |
| 20. Dezember 1906  | Bergedorf-Geesthachter Eisenbahn (BGE)                 | Bahnhof Bergedorf Süd – Geesthacht |
| 1906               | AKN Eisenbahn                                          | Anschluss Eidelstedt an Altona – Kiel |
| 5. Dezember 1906   | Hamburg-Altonaer Stadt- und Vorortbahn                 | Blankenese – Ohlsdorf |
| 9. Mai 1907        | Elektrische Kleinbahn Alt-Rahlstedt–Volksdorf–Wohldorf | Wohldorf, Oldenfelde (in Farmsen-Berne) |
| 1. Mai 1907        | Bergedorf-Geesthachter Eisenbahn (BGE)                 | Verbindungskurve Bahnhof Bergedorf Süd – Bahnhof Hamburg-Bergedorf |
| 1. August 1907     | Billwerder Industriebahn                               | Billbrook – Tiefstack |
| 1. Oktober 1907    | Hamburg-Altonaer Stadt- und Vorortbahn                 | Eröffnung Hp Tiefstack |
| 1. Oktober 1907    | Hamburg-Altonaer Stadt- und Vorortbahn                 | elektrischer Betrieb Blankenese – Ohlsdorf |
| 17. Dezember 1907  | Südstormarnsche Kreisbahn                              | (Tiefstack) – Billbrook – Trittau |
| 1911               | Hamburg-Altonaer Stadt- und Vorortbahn                 | Hauptbahnhof – Oberhafen – Elbbrücken – Veddel (– Wilhelmsburg?) |
| 1912               | AKN Eisenbahn                                          | Kaltenkirchener Bf |
| 1912               | Vierländer Bahn                                        | Bergedorf-Süd – Zollenspieker Betriebsführung BGE |
| 1912               | Ringlinie (Hamburg)                                    | U-Bahn-Ring der HHA |
| 1913               | Ringlinie (Hamburg)                                    | – Emilienstraße |
| 1914?              | Güterumgehungsbahn                                     | Hasselbrook – Ohlsdorf |
| 1914?              | Güterumgehungsbahn                                     | Eidelstedt Rbf – Lokstedt |
| 1914               | Ringlinie (Hamburg)                                    | Zweiglinie Schlump – Hellkamp |
| 1. Dezember 1914   | Ringlinie (Hamburg)                                    | Kellinghusenstraße – Ohlsdorf |
| 27. Juli 1915      | Ringlinie (Hamburg)                                    | Zweiglinie Hauptbahnhof – Rothenburgsort |
| 1916               | AKN Eisenbahn                                          | Kaltenkirchen – Neumünster Süd |
| 1916               | Bergedorf-Geesthachter Eisenbahn                       | Geesthacht – Krümmel |
| 4. Januar 1918     | Langenhorner Bahn                                      | Ohlsdorf – Langenhorn – Ochsenzoll |
| 15. Januar 1918    | Alstertalbahn                                          | Ohlsdorf – Poppenbüttel (provisorische Inbetriebnahme) |
| April 1918         | Bergedorf-Geesthachter Eisenbahn (BGE)                 | zweigleisiger Ausbau Bergedorf – Geesthacht |
| 12. September 1918 | Walddörferbahn                                         | Barmbeck – Ohlstedt, (provisorischer Dampfbetrieb) |
| 5. November 1918   | Walddörferbahn                                         | Volksdorf – Großhansdorf |
| 21. Mai 1921       | Hamburger Marschbahn                                   | Billbrook – Zollenspieker Fähre |
| 1. Juli 1921       | Langenhorner Bahn                                      | elektrischer Betrieb, Betriebsführung HHA |
| 1923               | Walddörferbahn                                         | elektrischer Betrieb: Barmbeck – Volksdorf |
| 1923               | Bergedorf-Geesthachter Eisenbahn                       | Rückbau des zweiten Gleises |
| 29. September 1923 | Elektrische Kleinbahn Alt-Rahlstedt–Volksdorf–Wohldorf | Einstellung des Personenverkehrs |
| 12. März 1924      | Hamburg-Altonaer Stadt- und Vorortbahn                 | Ohlsdorf – Poppenbüttel |
| 25. Mai 1925       | Langenhorner Bahn                                      | Eröffnung der Hst. Klein Borstel |
| 1927               | Bergedorf-Geesthachter Eisenbahn                       | Tiefstack – Moorfleet |
| 1927               | HHA                                                    | Umbau Bf. Barmbeck: Entfernung der Bahnsteige für die Walddörferbahn |
| 2. Juni 1929       | KellJung-Linie                                         | Kellinghusenstraße – Stephansplatz |
| 23. Juni 1930      | Walddörferbahn                                         | Eröffnung der Hst. Habichtstraße |
| 25. März 1931      | KellJung-Linie                                         | Stephansplatz – Jungfernstieg |
| 1939/40            | Bergedorf-Geesthachter Eisenbahn                       | neuerlicher zweigleisiger Ausbau der BGE-Stammstrecke |
| 1941               | Güterumgehungsbahn                                     | Lückenschluss: Lokstedt – Barmbeck Gbf |
| 1942/43            | Bergedorf-Geesthachter Eisenbahn                       | Anschlussgleis zum KZ Neuengamme |
| 14. Mai 1950       | Bergedorf-Geesthachter Eisenbahn                       | Einstellung des Personenverkehrs Geesthacht – Zollenspieker |
| 14. Mai 1950       | S-Bahn Hamburg                                         | Elektrifizierung Blankenese – Sülldorf |
| 1. März 1952       | Hamburger Marschbahn                                   | Einstellung des Personenverkehrs Zollenspieker – Billbrook |
| 15. März 1952      | Südstormarnsche Kreisbahn                              | Einstellung des Personenverkehrs auf der gesamten Strecke und des Güterverkehrs Trittau – Glinde                                                                                           |
| 17. Mai 1953       | Vierländer Bahn                                        | Einstellung des Personenverkehrs |
| 26. Oktober 1953   | Bergedorf-Geesthachter Eisenbahn (BGE)                 | Einstellung des Personenverkehrs |
| 1953               | Alsternordbahn (ANB)                                   | Ochsenzoll – Ulzburg Süd erste neu erbaute Eisenbahnstrecke in der Bundesrepublik Deutschland                                                                                              |
| 20. Mai 1954       | S-Bahn Hamburg                                         | Elektrifizierung Sülldorf – Wedel |
| 1955               | Bergedorf-Geesthachter Eisenbahn (BGE)                 | neuerlicher Rückbau auf eingleisige Strecke |
| 1956               | Ottensener Industriebahn                               | Umstellung des Dampfbetriebs auf Lkw-Zugmaschinen |
| 1. Juni 1958       | S-Bahn Hamburg                                         | Berliner Tor – Bergedorf |
| 4. Oktober 1959    | S-Bahn Hamburg                                         | Berliner Tor – Bergedorf |
| 1960               | HHA                                                    | Jungfernstieg – Meßberg – Hauptbahnhof (Süd ab 1968) |
| 1960 (oder früher) | Bahnhof Bergedorf Süd                                  | Anlage eines Güterbahnhofs und Verbindung mit der Berlin-Hamburger Eisenbahn in Richtung Hamburg, die Verbindungskurve zum Bahnhof Hamburg-Bergedorf wird später entfernt                  |
| 1962               | HHA                                                    | Wartenau – Wandsbek Markt |
| 22. Februar 1962   | S-Bahn Hamburg                                         | Holstenstraße – Langenfelde |
| 1963               | HHA                                                    | (Ochsenzoll – Hauptbahnhof Süd –) Wandsbek Markt – Wandsbek-Gartenstadt (– Ohlstedt/Großhansdorf) Verbindung von Langenhorner Bahn, KellJung-Linie und Walddörferbahn zur neuen Linie „U1“ |
| 26. Mai 1965       | S-Bahn Hamburg                                         | Langenfelde – Elbgaustraße |
| 1965               | AKN Eisenbahn                                          | Eidelstedt – Neumünster |
| 1966               | HHA                                                    | (Schlump – Osterstraße –) Lutterothstraße (anstatt Hellkamp) – Hagenbecks Tierpark |
| 1967               | HHA Linie U3                                           | Berliner Tor (Hamburg) – Horner Rennbahn – Legienstraße |
| 22. September 1967 | S-Bahn Hamburg Linie S2                                | Elbgaustraße – Pinneberg |
| 1968               | HHA Linie U21                                          | Hauptbahnhof Nord – Berliner Tor |
| 30. Mai 1969       | Linie U1                                               | Ochsenzoll – Garstedt |
| 1. Juni 1969       | S-Bahn Hamburg Linie S2                                | Bergedorf – Aumühle |
| 1970               | HHA Linie U22                                          | Christuskirche – Schlump (unten) – Gänsemarkt |
| 1970               | HHA Linie U3                                           | Billstedt – Merkenstraße |
| Mai 1973           | HHA Linie U2                                           | (Hagenbecks Tierpark –) Gänsemarkt – Jungfernstieg – Hauptbahnhof Nord |
| 1. August 1973     | Güterumgehungsbahn                                     | Elektrifizierung: Hamburg Hgbf – Eidelstedt |
| 20. Mai 1975       | City-S-Bahn Linie S10                                  | Hauptbahnhof – Landungsbrücken |
| 1978               | Vierländer Bahn                                        | Stilllegung des letzten Teilstücks (Pollhof) |
| 1. Oktober 1978    | HHA Linie 2                                            | letzte Straßenbahnlinie in Hamburg stillgelegt |
| 18. April 1979     | City-S-Bahn                                            | Landungsbrücken – Altona |
| 1981               | S-Bahn Hamburg                                         | Verbindung Altona – Diebsteich |
| 25. September 1983 | S-Bahn Hamburg Linie S3                                | Hauptbahnhof – Harburg Rathaus |
| 1984               | S-Bahn Hamburg Linie S3                                | Harburg Rathaus – Neugraben |
| 1985               | HHA Linie U2                                           | Hagenbecks Tierpark – Niendorf Markt |
| 1985               | Ottensener Industriebahn                               | Betriebseinstellung |
| 1990               | HHA Linie U3                                           | Merkenstraße – Mümmelmannsberg |
| 1991               | HHA Linie U2                                           | Niendorf Markt – Niendorf Nord |
| 1993               | Altonaer Hafenbahn                                     | Betriebseinstellung |
| 1993               | Eisenbahnen und Verkehrsbetriebe Elbe-Weser            | durchgehender Personenverkehr Buxtehude – Wulsdorf |
| 1996               | VGN, Betrieb HHA Linie U1                              | Garstedt – Norderstedt Mitte |
| 1999               | S-Bahn Hamburg Linie S21                               | Eröffnung Hp Allermöhe |
| 26. Mai 2002       | S-Bahn Hamburg Linie S21                               | nach Neutrassierung wiedereröffnet: (Bergedorf –) Reinbek – Aumühle |
| 2002               | HVV                                                    | Tarifgebiet-Erweiterung Nachbarkreise in Schleswig-Holstein |
| 1. Januar 2004     | AKN Eisenbahn                                          | Übergabe des Güterverkehrs an Railion, heute DB Cargo |
| 2004               | HVV                                                    | Tarifgebiet-Erweiterung Niedersachsen |
| 9. Dezember 2007   | S-Bahn Hamburg Linie S3                                | Eröffnung Neugraben – Stade S-Bahn |
| 12. Dezember 2008  | S-Bahn Hamburg Linie S1                                | Eröffnung Flughafen-S-Bahn |
| 28. November 2012  | HHA Linie U4                                           | Eröffnung Jungfernstieg – HafenCity |
| 6. Dezember 2018   | HHA Linie U4                                           | Eröffnung HafenCity Universität – Elbbrücken |
| 14. Dezember 2019  | S-Bahn Hamburg Linien S3 und S31                       | Eröffnung Hp Elbbrücken |
| 12. Dezember 2021  | RB 81                                                  | Stilllegung des Bahnhof Hamburg-Wandsbek |

## Bahnstrecken der Region Hamburg
Rollbahn
Die „Rollbahn“ genannte Bahnstrecke Wanne-Eickel–Hamburg ist Teil der im 19. Jahrhundert projektierten Paris-Hamburger Bahn bzw. deren in Deutschland verlaufenden und verwirklichten Teils Hamburg-Venloer Bahn und führt über Rotenburg (Wümme), Bremen, Osnabrück und Münster ins Ruhrgebiet. Hier wurde das Projekt der „Metropolenbahn“ geplant, das eine Durchbindung der metronom-Regional-Verbindung von Bremen Hauptbahnhof über Rotenburg (Wümme) bis an das Hamburger Netz vorsah, und Ende 2010 unter dem Namen Hanse-Netz in Betrieb ging.
Amerikalinie
Die Amerikalinie durchgebunden aus Berlin von Stendal über Uelzen nach Bremen und weiter nach Bremerhaven bzw. Wilhelmshaven wurde zwar nicht für den Hamburger Verkehr gebaut, dennoch stellt die Verbindung über Lüneburg – Uelzen – Stendal die kürzeste Verbindung nach Berlin dar.
Bahnstrecke Lübeck–Lüneburg
Die Bahnstrecke Lübeck–Lüneburg diente zeitweise als östliche Umfahrung und damit Entlastung Hamburgs für den Schienenpersonenfernverkehr von Süddeutschland zur Vogelfluglinie.
Wendlandbahn
Der Wendlandbahn genannte Teil der Bahnstrecke Wittenberge–Buchholz wird von der Regionalbahnlinie RB31 zwischen den Bahnhöfen Lüneburg und Göhrde Teil des Hamburger Verkehrsverbunds bedient.

## Liste von Eisenbahngesellschaften
Wegen der im Güterverkehr häufig nur kurzfristigen Netzzugänge sind Eisenbahnverkehrsunternehmen hier nur aufgeführt, sofern langfristige Verträge bestehen bzw. bestanden.
1. Altona-Kaltenkirchener Eisenbahn-Gesellschaft (AKE) | *1883, später AKN
2. Alsternordbahn (ANB) | *1953, 1981 Übernahme durch AKN, jetzt VGN
3. Altona-Kieler Eisenbahn-Gesellschaft | *1840, ab 1886 Preußische Staatseisenbahn
4. Bergedorf-Geesthachter Eisenbahn | *1906, 1956 Übernahme durch AKN
5. Berlin-Hamburger Bahn | *1845, abschnittsweise ab 1884 Preußische Staatseisenbahn
6. Billwerder Industriebahn | nur Güterverkehr, 1921 Übernahme durch BGE
7. Bleckeder Kleinbahn | * 1917, Nachfolgerin der Bleckeder Kreisbahn, 1944 OHE
8. Bleckeder Kreisbahn | + 1895 Schmalspur, 1919 umgespurt
9. Buxtehude-Harsefelder Eisenbahn | 1993 Übernahme durch EVB
10. Deutsche Bahn | *1993
11. Deutsche Bundesbahn | *1949, 1993 Übernahme durch Deutsche Bahn
12. Deutsche Reichsbahn | *1924, ab 1949 Deutsche Bundesbahn
  - Reichsbahndirektion Hamburg
13. Eisenbahn Altona-Kaltenkirchen-Neumünster (AKN)
14. Eisenbahnen und Verkehrsbetriebe Elbe-Weser | *1981
15. Elektrische Kleinbahn Alt-Rahlstedt–Volksdorf–Wohldorf | *1903, 1912 Umbenennung in Elektrische Kleinbahn Alt-Rahlstedt–Volksdorf AG" (EKV), 1924 Übernahme durch HHA
16. Elektrische Strassenbahn Altona-Blankenese | Übernahme durch HHA
17. Elmshorn-Barmstedt-Oldesloer Eisenbahn | 1896 gegründet als Elmshorn-Barmstedter-Eisenbahn, 1907 EBOE, 1981 Übernahme durch AKN
18. Eutin-Lübecker Eisenbahn-Gesellschaft | *1873, †
19. Flex Verkehrs-AG | nur Betriebsführung, †
20. Freie und Hansestadt Hamburg | nur Infrastruktur: Hamburger Hafenbahn; Altonaer Hafenbahn †1993; Hamburger Marschbahn 1942/43 Übernahme durch BGE (bis dahin nur Betriebsführung durch BGE), †; Walddörferbahn Übernahme durch HHA, Langenhorner Bahn Übernahme durch HHA; City-S-Bahn
21. Glückstadt-Elmshorner Eisenbahn | 1845 Itzehoe 1857, 1879 Marschbahn, ab 1890 Preußische Staatseisenbahn
22. Hamburg-Altonaer Centralbahn | Übernahme durch HHA
23. Hamburg-Altonaer Stadt- und Vorortbahn | Betriebsführung Preußische Staatsbahn Übernahme durch DR
24. Hamburg-Altonaer Trambahn Gesellschaft
25. Hamburg-Altonaer Verbindungsbahn | Übernahme durch Hamburg-Altonaer Stadt- und Vorortbahn
26. Hamburg-Bergedorfer Eisenbahn | *1842, 1845 Berlin-Hamburger Bahn
27. Hamburger Hochbahn | *1911
28. Kleinbahn Lüneburg–Soltau | Übernahme durch OHE
29. Kleinbahn Winsen–Evendorf–Hützel | *1906, Übernahme durch OHE
30. Kleinbahn Winsen–Niedermarschacht | * 1912, Übernahme durch OHE
31. Köln-Mindener Eisenbahn-Gesellschaft | *1843
32. Königlich Hannöversche Staatseisenbahnen | *1843, ab 1866 Preußische Staatseisenbahn
33. Lübeck-Büchener Eisenbahn (LBE) | *1851
34. Lübeck-Segeberger Eisenbahn (LSE) | *1916, †
35. Metronom Eisenbahngesellschaft | nur Betriebsführung *2002
36. Nord-Ostsee-Bahn | nur Betriebsführung | *2000, †2016
37. Nordbahn Eisenbahngesellschaft | nur Betriebsführung *2002
38. Norddeutsche Eisenbahngesellschaft Betriebsführung Uetersener Eisenbahn
39. Norderstedter Industriebahn | nur Infrastruktur *1973
40. Nordic Rail Service GmbH (NRS) | nur Betriebsführung *2003
41. Osthannoversche Eisenbahnen (OHE) | *1944, Soltau – Hützel – Lüneburg, Lüneburg – Bleckede, Hützel – Winsen, Winsen – Niedermarschacht
42. Ottensener Industriebahn | Rollbockbetrieb nur Güterverkehr *1898; † 1985
43. DB Cargo | nur Betriebsführung, DB Cargo AG Umbenennung 2003 in Railion; 2009 in DB Schenker Rail bzw. 2016 in DB Cargo
44. Ratzeburger Kleinbahn | †
45. S-Bahn Hamburg
46. Schleswig-Holstein-Bahn | nur Betriebsführung
47. Straßen-Eisenbahn-Gesellschaft Hamburg | Übernahme durch HHA †
48. Südstormarnsche Kreisbahn | *1907, 1956 Übernahme durch AKN
49. Touristik-Eisenbahn Lüneburger Heide | nur Betriebsführung auf OHE-Infrastruktur
50. Uetersener Eisenbahn | *1873
51. Verkehrsgesellschaft Norderstedt (VGN) | nur Infrastruktur
52. VVM-Museumsbahn-Betriebsgesellschaft | nur Betriebsführung, Gesellschafter: Verein Verkehrsamateure und Museumsbahn e. V.
53. Wandsbeker Industriebahn | Rollbockbetrieb (nur Güterverkehr), †
54. Wilhelmsburger Industriebahn | Übernahme durch Hamburger Hafenbahn
55. Wilstedt-Zeven-Tostedter Eisenbahn (WZTE) | 1981 Übernahme durch EVB
56. Winsener Eisenbahngesellschaft | 1944, Zusammenschluss der Winsener Kleinbahnen, Übernahme durch OHE

## Museales

### Eisenbahn
In der Denkmalschutzliste Hamburgs stehen folgende Bahnhofsanlagen:
- das zweitälteste erhaltene Empfangsgebäude in Deutschland entstand im 1842 am alten Bahnhof Bergedorf (heute ohne Gleise)
- die Empfangsgebäude der Bahnhöfe Hamburg Hauptbahnhof, Dammtor, alter Bahnhof Hamburg Sternschanze
- die S-Bahnhöfe Klein-Flottbek (ehemaliges Bahnhofsgebäude), Hasselbrook (altes Empfangsgebäude), Blankenese (altes Empfangsgebäude), Othmarschen (Bahnsteig mit Dach und Bauten), Rübenkamp (ehemaliges Empfangsgebäude)
- die U-Bahnhöfe Mundsburg, Kellinghusenstraße, Rödingsmarkt
- die ehemaligen Empfangsgebäude Borghorst und Kiebitzbrack der Marschbahn (Marschbahn)
- das ehemalige Bahnhofsgebäude der Station „Elbdeich“
- der ehemalige Hannoversche Bahnhof (mit Gleis- und Bahnsteigresten)
- die Güterhalle und das Verwaltungsgebäude des ehemaligen Harburger Bahnhofs
- das Ensemble des Güterbahnhofs Wandsbek
- die Gesamtanlagen der AKN-Bahnhöfe Bahnhof Eidelstedt Ost, Schnelsen
- die Gesamtanlage des ehemaligen Bahnhofs Kirchwerder-Nord

In Schönberg an der Ostsee nordöstlich von Kiel befindet sich eine Museumsbahn mit überwiegend aus der norddeutschen Region stammenden Eisenbahn- und Straßenbahnfahrzeugen. Außerdem befindet sich hier eine Gleisschleife für die Straßenbahn. Betreiber ist der Verein Verkehrsamateure und Museumsbahn (VVM).
Die Arbeitsgemeinschaft Geesthachter Eisenbahn betreibt Dampfzugfahrten auf der alten BGE-Strecke von Geesthacht nach Bergedorf Süd mit zum Teil ehemaligen BGE-Waggons.

### Straßenbahn
Alte Straßenbahnwagen (z. B. Triebwagen 656) der Hamburger Straßenbahn können am Schönberger Strand besichtigt werden. Teilweise findet auf einer kleinen Rundstrecke Fahrgastbetrieb statt. Betreiber ist der Verein Verkehrsamateure und Museumsbahn.

### U-Bahn

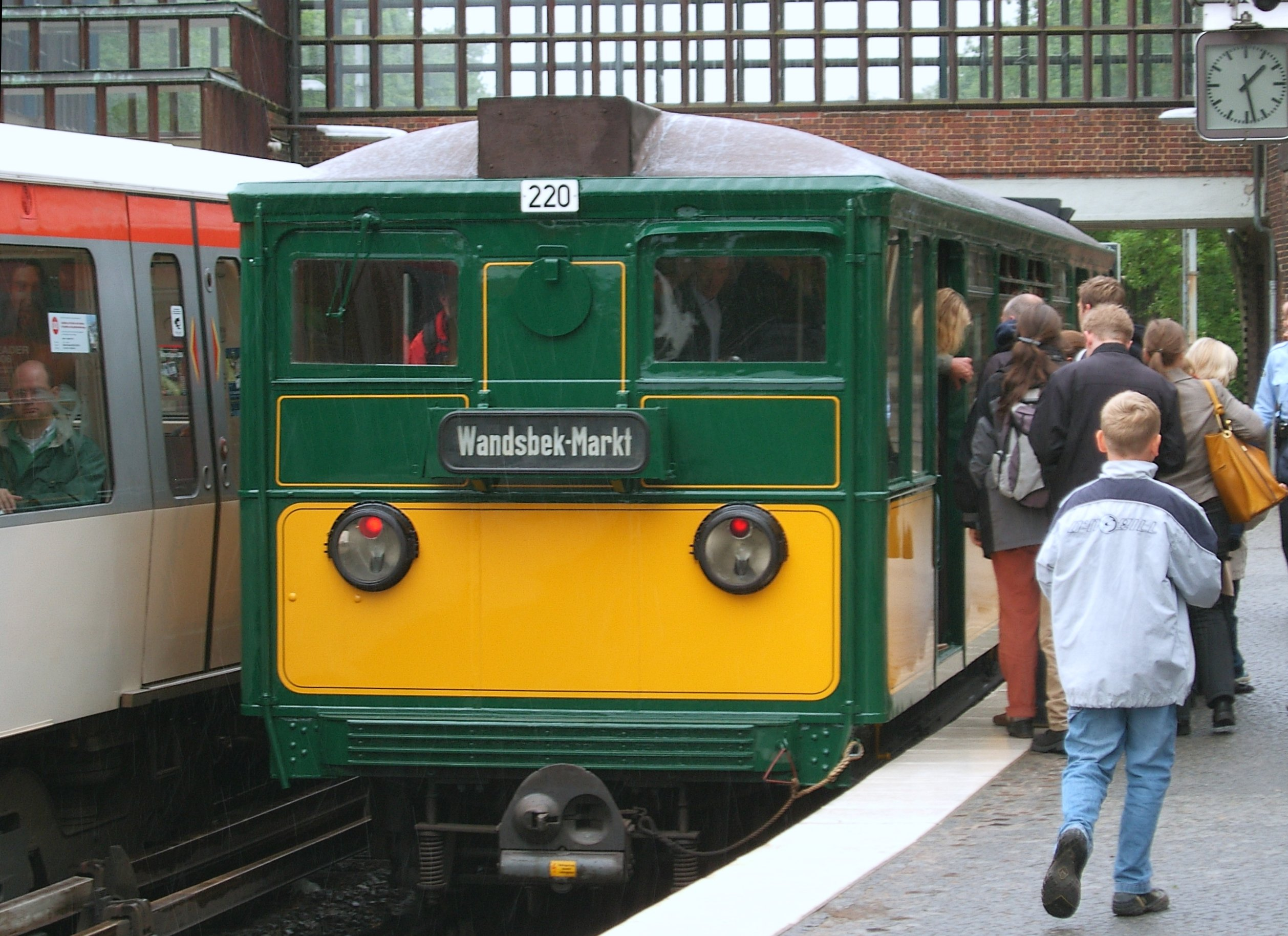
Sonderfahrt mit dem Triebwagen „220“

Auf dem Netz der Hamburger Hochbahn kommen von Zeit zu Zeit verschiedene historische Triebwagen zum Einsatz, zum Beispiel die Wagen T11 und T220 und der als Party-Wagen eingerichtete Wagen vom Typ DT1 (genannt „Hanseat“), der zu mieten ist.

### Hafenbahn
Fahrzeuge der „Freunde der historischen Hafenbahn e. V.“, ausgestellt am Bremer Kai auf dem Kleinen Grasbrook hinter Schuppen 50.

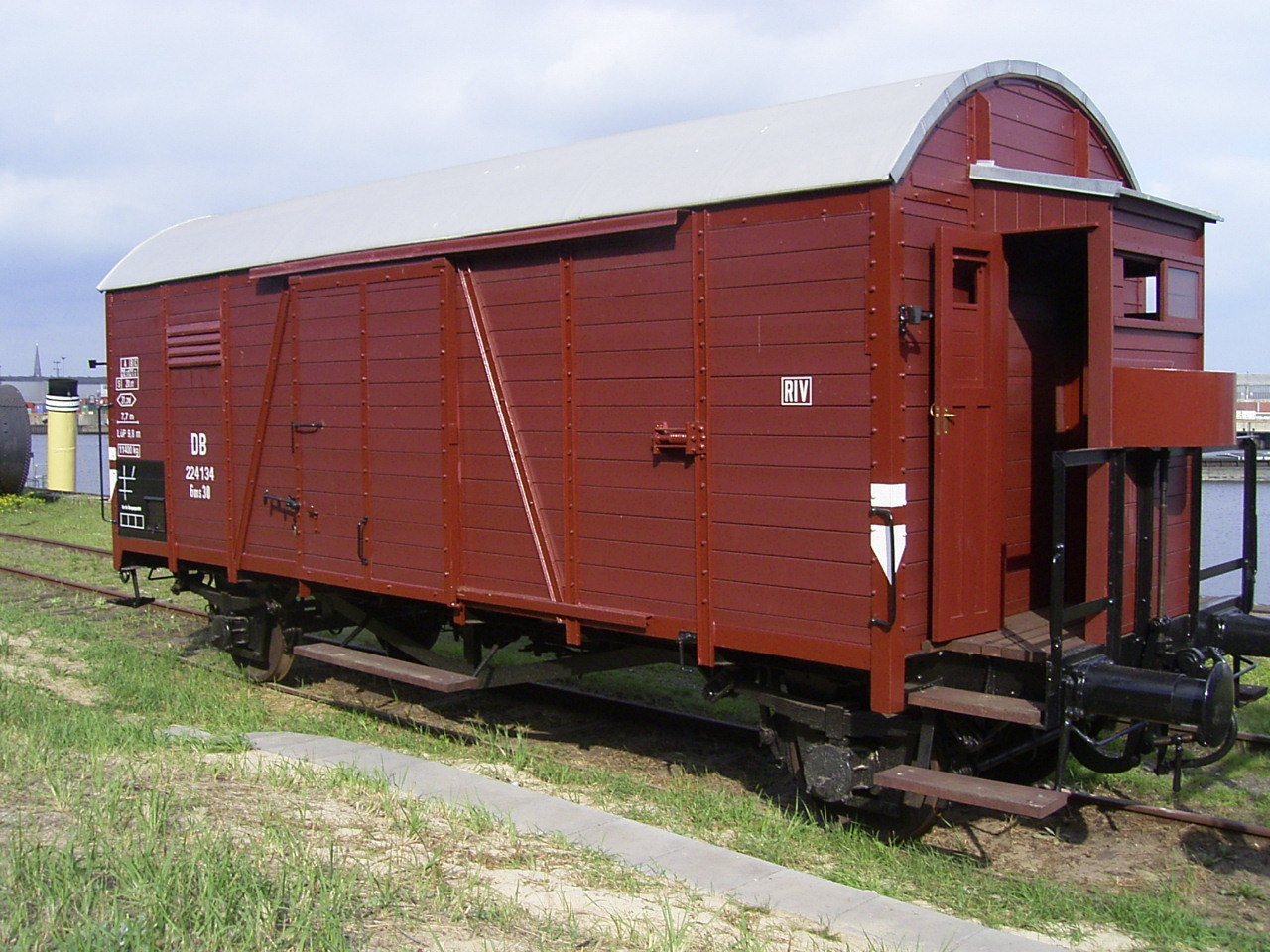
Güterwagen der Deutschen Reichsbahn, Bauart „Oppeln“, gebaut zwischen 1938 und 1942 (restauriert)
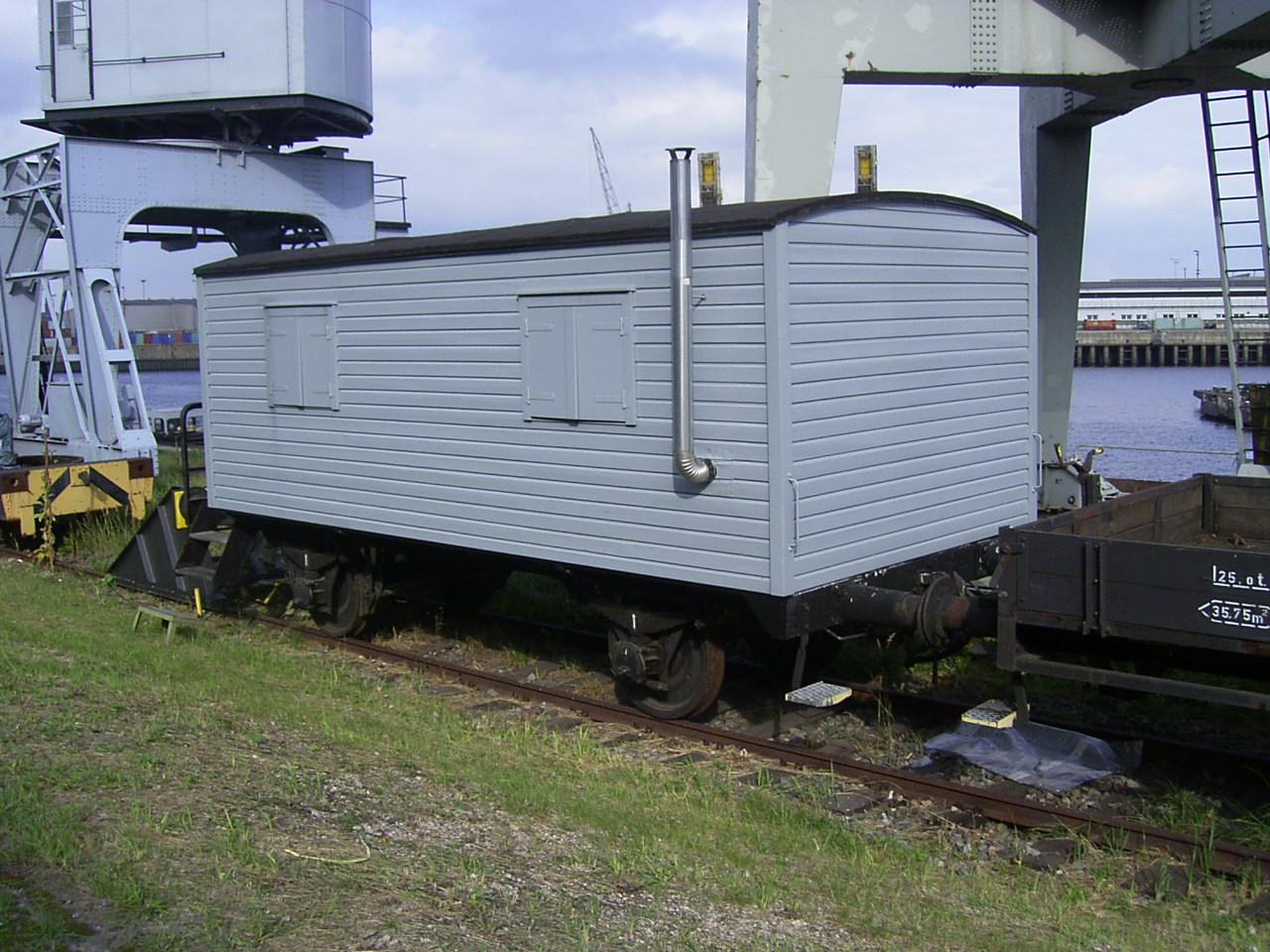
Aufenthaltswagen 116 der Hafenbahn (restauriert)
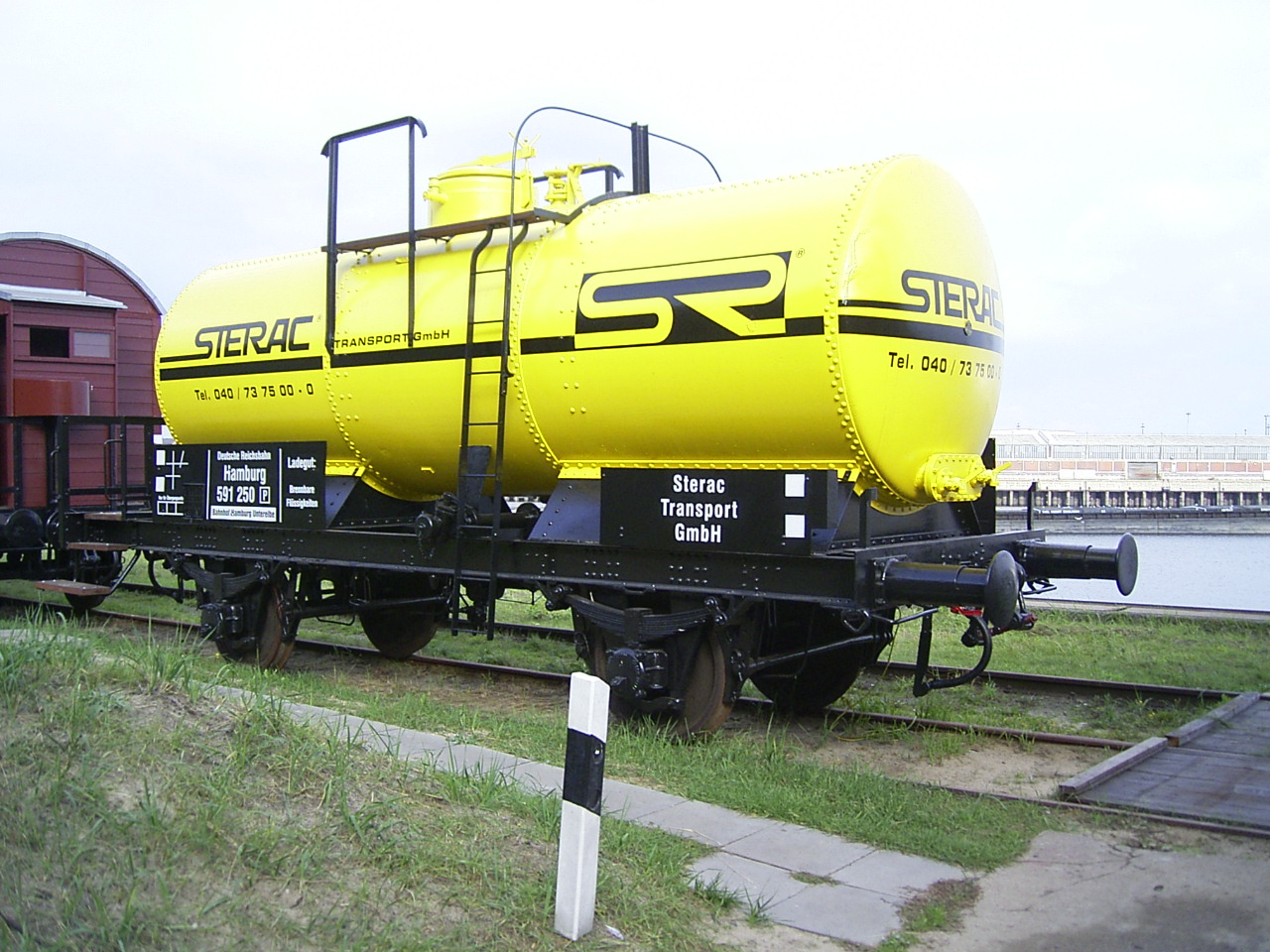
Kesselwagen „Hamburg 591 250“ (restauriert)
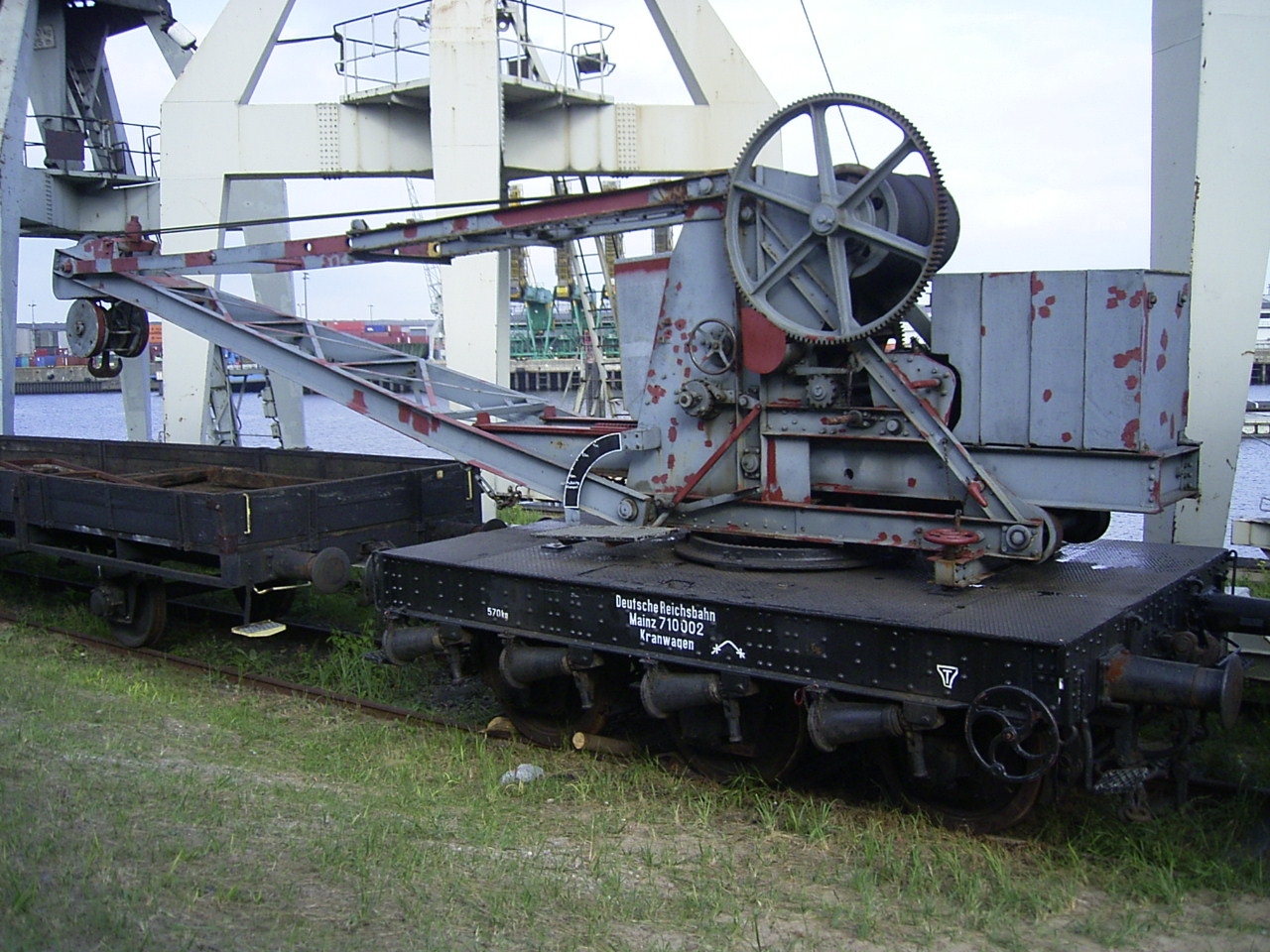
Kranwagen der Deutschen Reichsbahn „Mainz 710 002“ mit zehn Tonnen Tragkraft, gebaut 1929/30 (teilrestauriert)
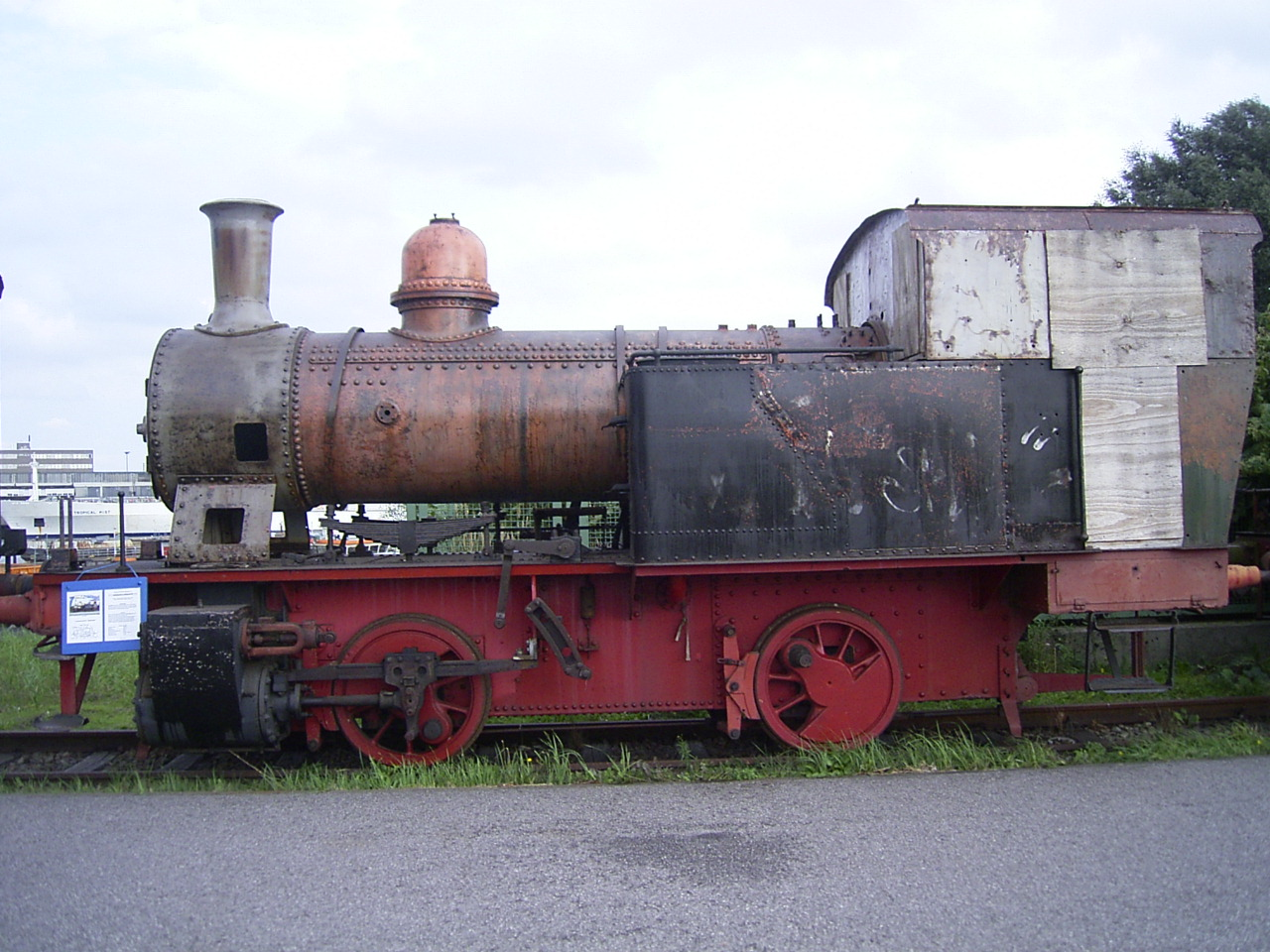
Lokomotive „Hobum 1“ der Harburger Ölwerke Brinkmann und Mergell, gebaut 1937 (nicht restauriert)
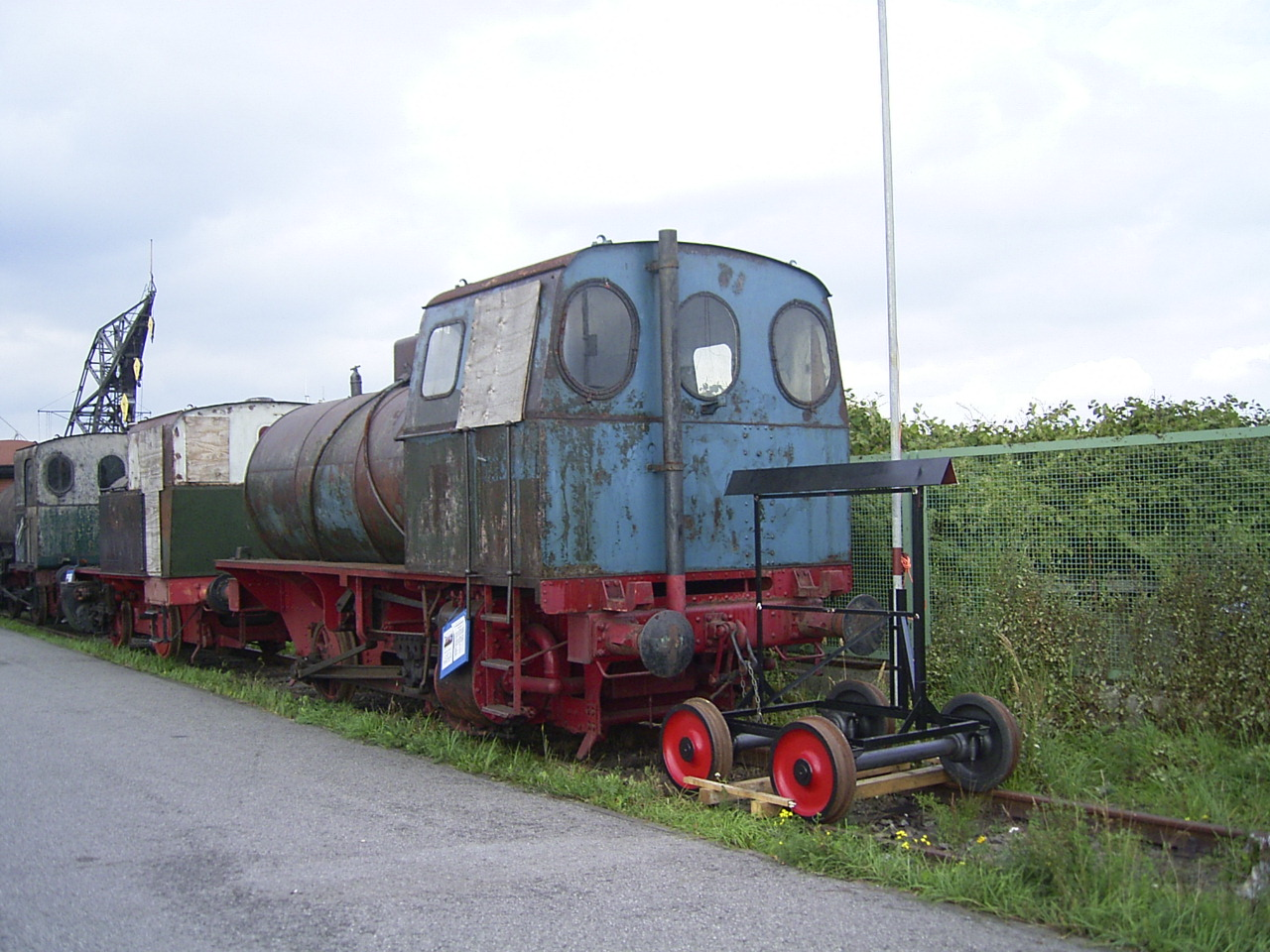
Lokomotive „Tiefstack“ der HEW, gebaut 1950 (nicht restauriert)
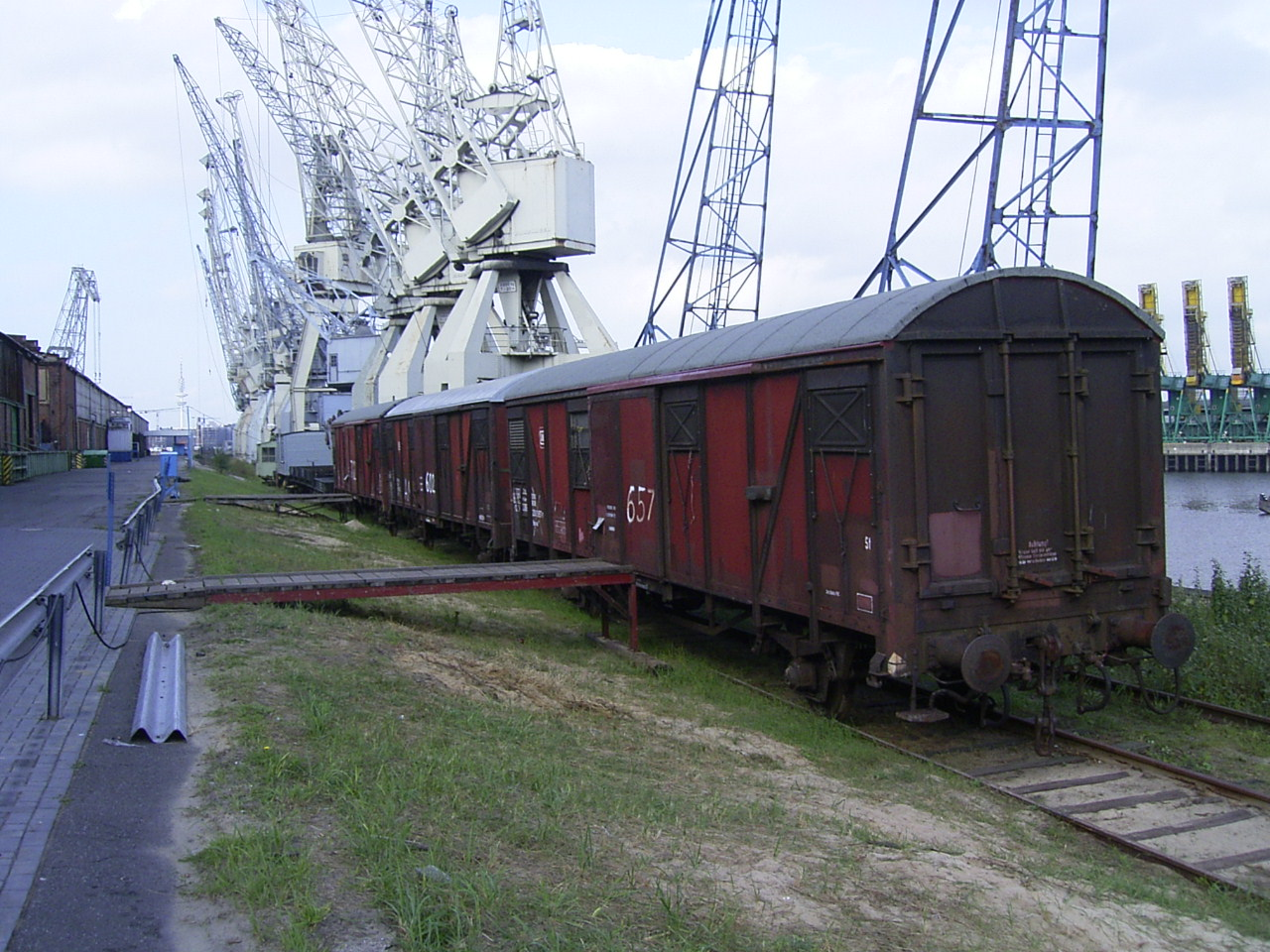
Verschiedene Güterwagen der Deutschen Bundesbahn (nicht restauriert)
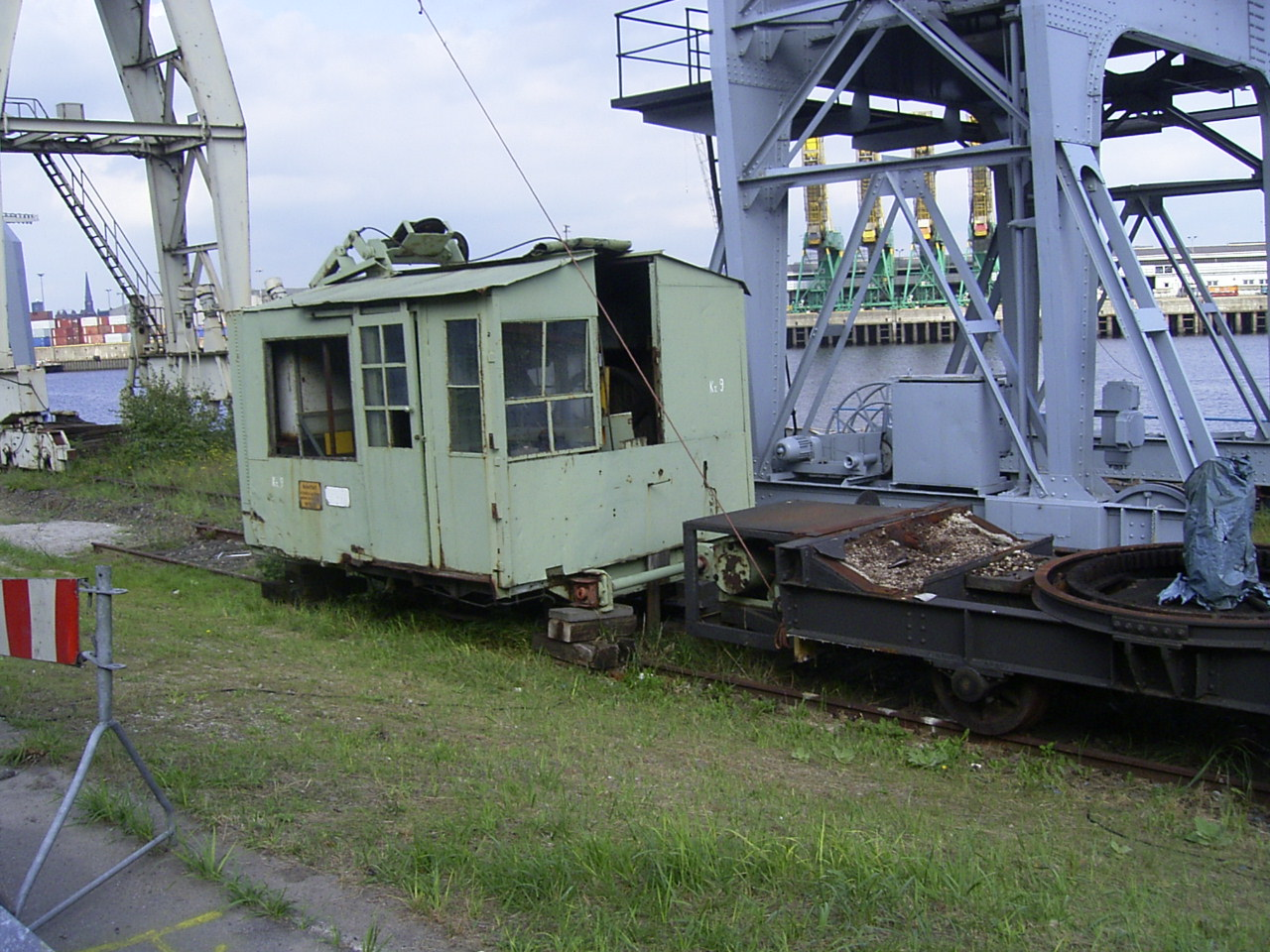
Noch ein nicht restauriertes Fahrzeug

### Feldbahn
Feldbahnen, meist mit einer Spurweite von 600 Millimeter, wurden früher auf Großbaustellen und Werkbahnen (z. B. Torfabbau in der JVA Glasmoor) eingesetzt. In Deinste bei Stade befindet sich eine Museumsbahn.
- Deutsches Feld- und Kleinbahnmuseum e. V.

Weitere:
- Die Bahn des TÜV-Nord in Norderstedt-Glashütte *1984
- Feldbahn im Bahnmuseum Lokschuppen Aumühle des Verein Verkehrsamateure und Museumsbahn (VVM)

Geschichte:
- Inselbahn auf Neuwerk

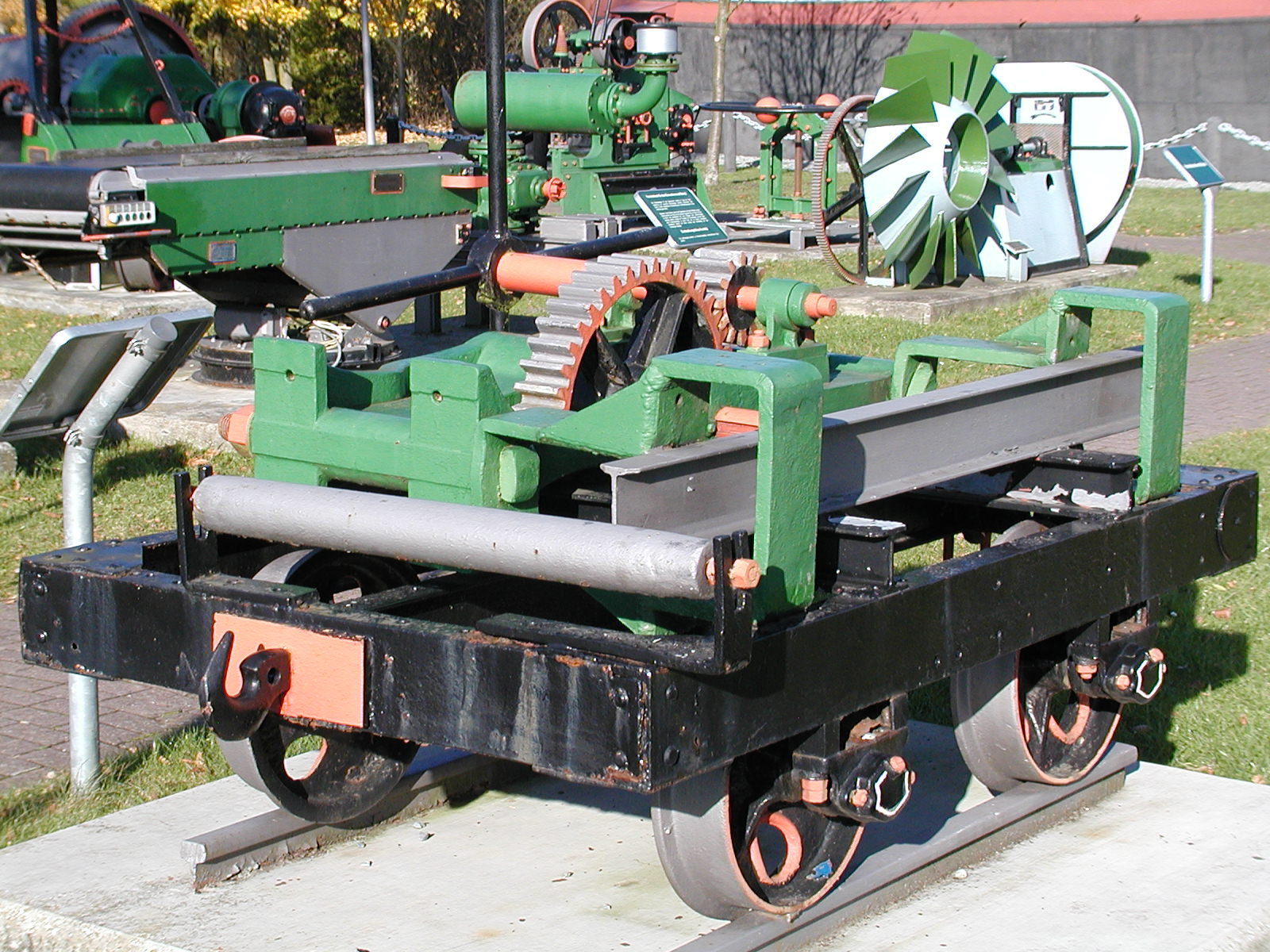
Gleisbiegemaschine im Zementmuseum Hemmoor
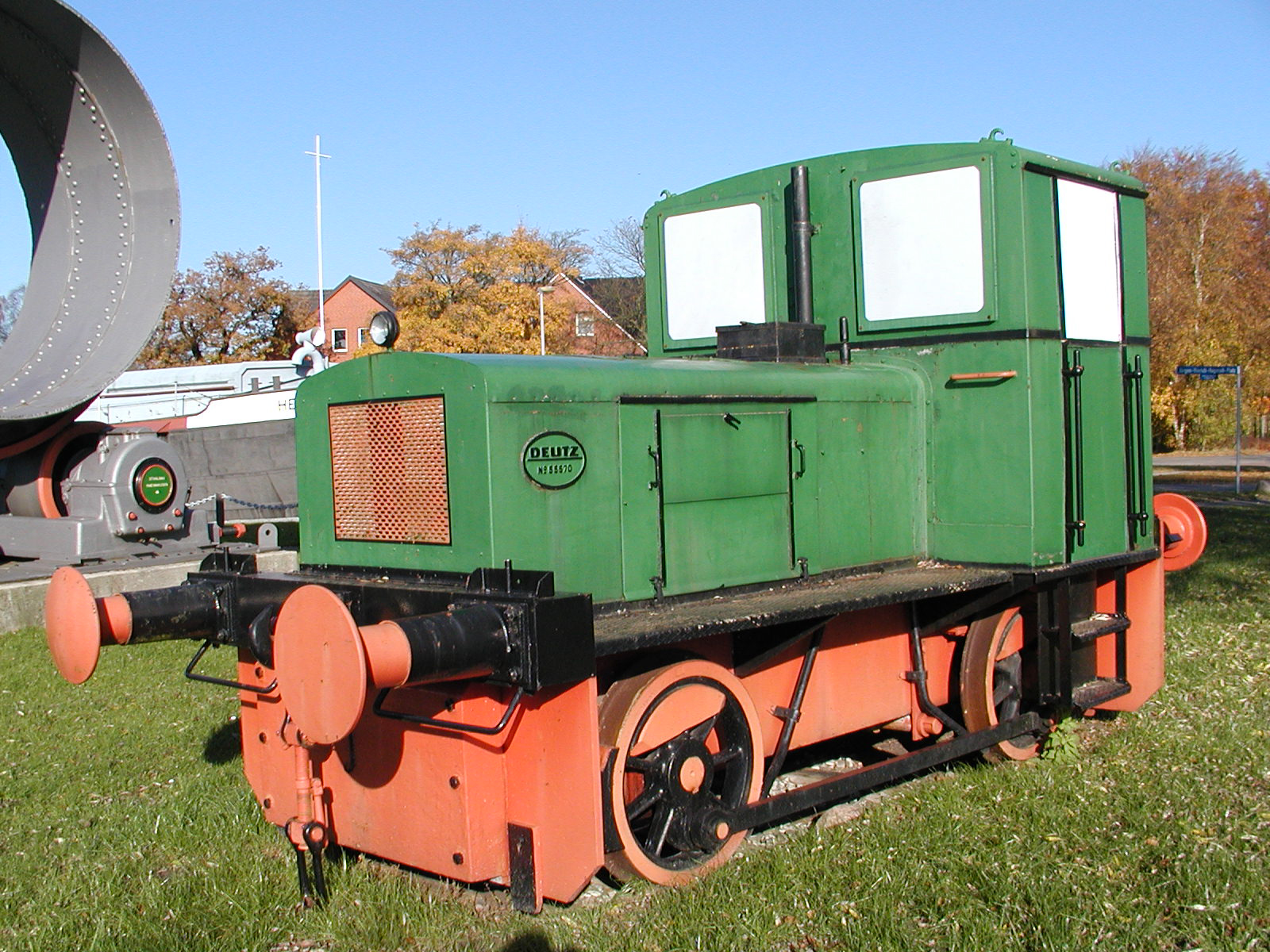
Feldbahnlok in Hemmoor

### Parkeisenbahn

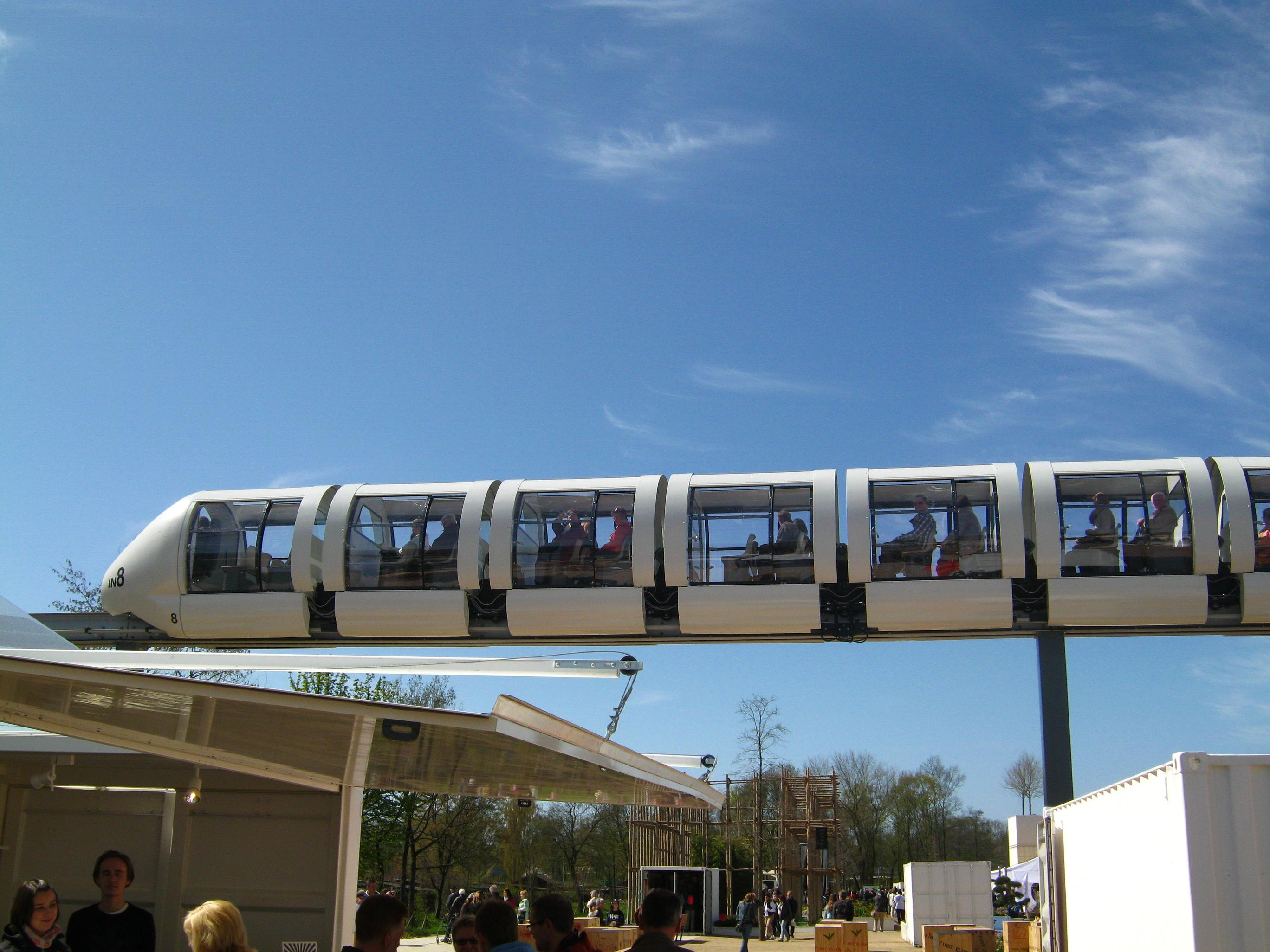
Monorailbahn während der IGS 2013

- Im Rahmen der Internationalen Gartenbauausstellung IGA 1963 wurde auf dem Gelände von Planten un Blomen, den (Alter) Botanischer Garten und den Wallanlagen, eine 1415 Meter lange Gondel-Seilbahn vom Dammtor zum Millerntor gebaut. Nach Ende der IGS wurde der Betrieb eingestellt.
- Im Rahmen der Internationalen Gartenbauausstellung IGA 1963 wurde in Planten un Blomen eine Parkeisenbahn errichtet. Diese wurde zur IGA 1973 bis in die Wallanlagen erweitert. Der Betrieb wurde 1982 eingestellt.
- Im Rahmen der Internationale Gartenschau 2013 in Hamburg-Wilhelmsburg wurde auf dem Gelände des Inselparks eine Monorailbahn mit acht Zügen mit 13 Waggons (78 Plätze) betrieben. Die Strecke war nur während der Gartenschau nutzbar.

### Modellbahn
- Im Museum für Hamburgische Geschichte befindet sich eine Modelleisenbahnanlage mit einer Gleislänge von 1300 Metern im Maßstab 1:32 (Nenngröße I). Nachgebildet sind der Bahnhof Hamburg-Harburg und der Hauptgüterbahnhof Hamburg mit der Pfeilerbahn. Der Gleisplan entspricht dem Vorbild Mitte der 1990er Jahre.
- Das Miniatur-Wunderland ist die größte Modelleisenbahnanlage der Welt und digital gesteuert. Die Anlagenfläche von etwa 900 Quadratmetern soll im Endausbau über 1500 Quadratmeter betragen. Modellbahn im Maßstab 1:87 (Nenngröße H0).
- Für die Dauer der Internationalen Verkehrsausstellung IVA 1979 befand sich zwischen Messegelände und Heiligengeistfeld eine rund 900 Meter lange Transrapid-Strecke, siehe Transrapid 05.